# Bóg nie umarł
Bóg nie umarł (ang. God's Not Dead) – amerykański dramat z 2014 w reżyserii Harolda Cronka.

## Opis fabuły
Amerykański student rozpoczyna zajęcia z filozofii prowadzone przez zagorzałego ateistę. Profesor wchodzi ze studentem w konflikt. Młody człowiek broni swojej wiary.

## Obsada
- Kevin Sorbo jako prof. Radisson
- Shane Harper jako Josh Wheaton
- David Andrew Roy White jako pastor Dave
- Dean Cain jako Marc Shelley
- Michael Tait jako Michael Tait
- Jeff Frankenstein jako Jeff Frankenstein
- Duncan Phillips jako Duncan Phillips
- Willie Robertson jako Willie Robertson
- Korie Robertson jako Korie Robertson
- Cassidy Gifford jako Kara
- Paul Kwo jako Martin Yip
- Trisha LaFache jako Amy Ryan
- Cory Oliver jako Mina
- Marco Khan jako Misrab
- Benjamin Alfred Onyango Ochieng jako pastor Jude
- Peter Chen jako Peter Chen
- Hadeel Sittu jako Aisza
- Jesse Wang jako ojciec Martina
- Lenore Banks jako matka Martina
- Ross Britz jako junior
- Jay Caputo jako kolega
- Ray Gaspard jako gość